# Vagrans egista
Vagrans egista is een vlinder uit de familie van de Nymphalidae. De wetenschappelijke naam van de soort is voor het eerst gepubliceerd in 1780 door Pieter Cramer.

## Verspreiding
De soort komt voor in het Oriëntaals gebied en het Australaziatisch gebied.

## Ondersoorten
- Vagrans egista egista (Cramer, 1780)
- Vagrans egista admiralia (Rothschild, 1915) (Admiraliteitseilanden)
  - = Issoria sinha admiralia Rothschild, 1915
- Vagrans egista bowdenia (Butler, 1874) (Tonga)
  - = Atella bowdenia Butler, 1874
- Vagrans egista brixia (Fruhstorfer, 1912) (Filipijnen)
  - = Issoria sinha brixia Fruhstorfer, 1912
- Vagrans egista buruana (Fruhstorfer, 1904) (Buru)
  - = Issoria egista buruana Fruhstorfer, 1904
- Vagrans egista creaghana (Pryor & Cator, 1894) (Noord-Borneo).
- Vagrans egista eda (Fruhstorfer, 1904) (Wetar - Tanimbar-eilanden)
  - = Issoria sinha eda Fruhstorfer, 1904
  - = Issoria sinha alrita Fruhstorfer, 1904
- Vagrans egista elvira (Fruhstorfer, 1904) (Batjaneilanden, Halmahera, Ternate)
  - = Issoria egista elvira Fruhstorfer, 1904
  - = Issoria egista editha Fruhstorfer, 1904
  - = Vagrans egista editha
- Vagrans egista hebridina (Waterhouse, 1920) (Nieuwe Hebriden).
  - = Issoria egista hebridina Waterhouse, 1920
- Vagrans egista macromalayana (Fruhstorfer, 1912) (Maleisië, Java)
  - = Issoria sinha macromalayana Fruhstorfer, 1912
- Vagrans egista nupta (Staudinger, 1889) (Sulawesi, Soela-archipel)
  - = Atella sinha var. nupta Staudinger, 1889
  - = Vagrans sinha nupta
- Vagrans egista obiana (Fruhstorfer, 1904) (Obi)
  - = Issoria egista obiana Fruhstorfer, 1904
- Vagrans egista offaka (Fruhstorfer, 1904) (Papoea)
  - = Issoria egista offaka Fruhstorfer, 1904
- Vagrans egista orfeda (Fruhstorfer, 1904) (Kei-eilanden)
  - = Issoria egista orfeda Fruhstorfer, 1904
- Vagrans egista propinqua (Miskin, 1884) (Australië)
  - = Atella propinqua Miskin, 1884
- Vagrans egista scyllaria (Fruhstorfer, 1912) (Nieuw-Caledonië)
  - = Issoria sinha scyllaria Fruhstorfer, 1912
- Vagrans egista shortlandica (Fruhstorfer, 1912) (Shortlandeilanden)
  - = Issoria sinha shortlandica Fruhstorfer, 1912
- Vagrans egista sinha (Kollar, 1844) (India, Thailand, Zuid-Myanmar en Zuid-China)
  - = Terinos sinha Kollar, 1844
  - = Atelle sinha
  - = Vagrans sinha sinha (Kollar, 1844)
  - = Issoria sinha
- Vagrans egista vitiensis (Waterhouse, 1920) (Fiji)
  - = Issoria egista vitiensis Waterhouse, 1920